# Stazione meteorologica di Bolsena
La stazione meteorologica di Bolsena è la stazione meteorologica di riferimento relativa alla località di Bolsena sull'omonimo Bolsena.

## Coordinate geografiche
La stazione meteorologica è situata nell'Italia centrale, nel Lazio, in provincia di Viterbo, nel comune di Bolsena, a 348 metri s.l.m. e alle coordinate geografiche 42°39′N 11°59′E.

## Dati climatologici
Secondo i dati medi del trentennio 1961-1990, la temperatura media del mese più freddo, gennaio, è di +6,0 °C, mentre quella del mese più caldo, agosto, si attesta a +22,9 °C .
| Bolsena            | Mesi | Mesi | Mesi | Mesi | Mesi | Mesi | Mesi | Mesi | Mesi | Mesi | Mesi | Mesi | Stagioni | Stagioni | Stagioni | Stagioni | Anno |
| Bolsena            | Gen  | Feb  | Mar  | Apr  | Mag  | Giu  | Lug  | Ago  | Set  | Ott  | Nov  | Dic  | Inv      | Pri      | Est      | Aut      | Anno |
| ------------------ | ---- | ---- | ---- | ---- | ---- | ---- | ---- | ---- | ---- | ---- | ---- | ---- | -------- | -------- | -------- | -------- | ---- |
| T. max. media (°C) | 11,1 | 11,6 | 14,2 | 18,1 | 22,9 | 27,5 | 30,9 | 31,3 | 27,1 | 22,1 | 16,1 | 12,1 | 11,6     | 18,4     | 29,9     | 21,8     | 20,4 |
| T. min. media (°C) | 0,8  | 1,3  | 2,7  | 5,5  | 8,1  | 11,7 | 14,0 | 14,5 | 12,5 | 9,0  | 5,2  | 1,9  | 1,3      | 5,4      | 13,4     | 8,9      | 7,3  |